# Okrągły stół (symbol)

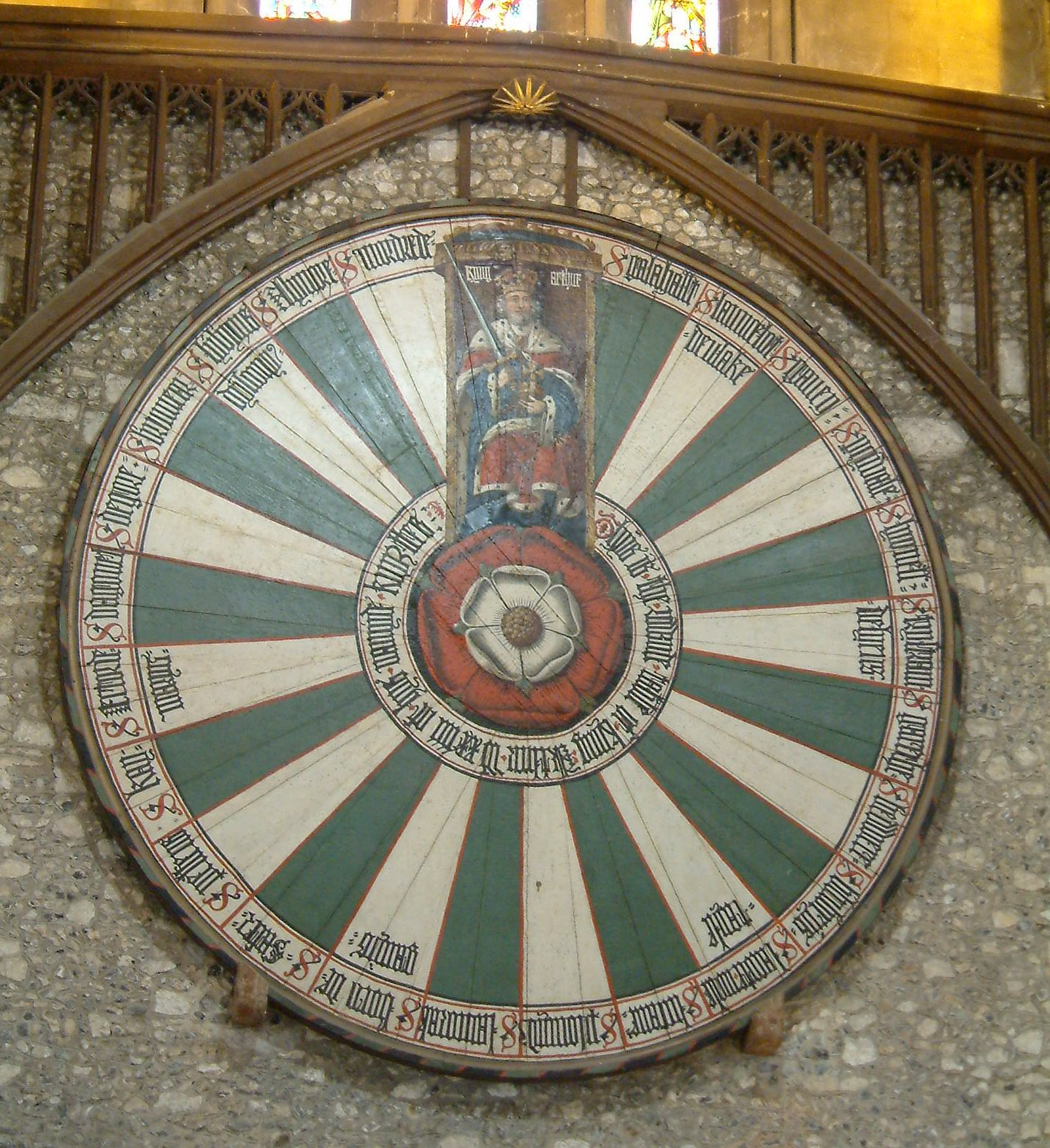
Okrągły stół Winchester, XIII wiek

Okrągły stół – symbol spotkania, na którym wszyscy są równi i starają się w zgodzie rozwiązywać spory. Nawiązuje on do mitu o królu Arturze i rycerzach Okrągłego Stołu. Założony został przez czarnoksiężnika Merlina. Okrągły stół pojawił się w historii czterech państw: Niemiec (1933), Polski (1989), Bułgarii (1990) i Ukrainy (2004 i 2013).